# کنت‌نشین ساووی
کنت‌نشین ساووی (فرانسوی: Comté de Savoie‎ , ایتالیایی: Contea di Savoia) ایالتی از امپراتوری مقدس روم بود که همراه با کمون‌های آزاد سوئیس از فروپاشی پادشاهی بورگوندی در قرن یازدهم میلادی پدید آمد. مهد ایالت ساوویارد آینده بود.

## همچنین ببینید
- کنت‌ها و دوک‌های ساوی
- دودمان ساوی